# Pridvorica (gmina Bojnik)
Pridvorica (cyr. Придворица) – wieś w Serbii, w okręgu jablanickim, w gminie Bojnik. W 2011 roku liczyła 876 mieszkańców.